# Johannes Secundus

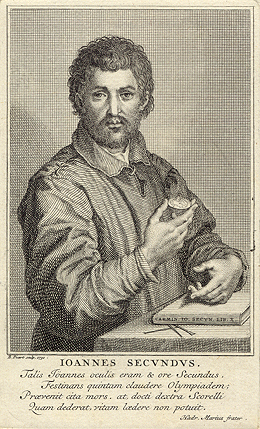
Johannes Secundus

Johannes (Janus) Secundus (egentligen Jan Everaerts), född 15 november 1511 i Haag, död 1536 vid Tournai, var en nederländsk humanist. 
Secundus, som var av förnäm släkt, tog juridisk grad i Bourges, men ägnade sin tid huvudsakligen åt latinsk poesi och de sköna konsterna. Han begav sig till Spanien 1533 och blev sekreterare hos kardinalärkebiskopen av Toledo ärkestift. Under denna tid författade han sina ryktbara kärlekssånger, Basia, modellerade på Catullus dikter. År 1534 följde han Karl V till Tunis. Efter en anställning hos biskopen av Utrecht hade han förvärvat så stort anseende, att han kallades till latinsk privatsekreterare hos kejsaren, som då var i Italien. På vägen dit dog han i Saint Arnaud nära Tournai.